# Ferdinand von Westphalen

Ferdinand Otto Wilhelm Henning von Westphalen

Ferdinand Otto Wilhelm Henning von Westphalen (* 23. April 1799 in Lübeck; † 2. Juli 1876 in Berlin) war ein deutscher Politiker und preußischer Innenminister in der Reaktionsära 1850–1858.

## Familie
Ferdinand von Westphalen war Sohn des Ludwig von Westphalen und dessen erster Frau Elisabeth (Lisette) von Veltheim (22. Juni 1778; † 22. August 1807). Seine Geschwister waren
- L[o]uise (Lisette) (* 5. Oktober 1800; † 1. August 1863), verheiratete von Krosigk
- Franziska (* 7. Mai 1807; † 16. April 1896)
- Carl Hans Werner (* 22. Juli 1803; † 8. März 1840), Landgerichtsrat

Aus der zweiten Ehe seines Vaters mit Caroline Heubel (* 20. Juni 1779; † 23. Juli 1856) stammen drei Halbgeschwister:
- Johanna Bertha Julie Jenny (* 12. Februar 1814; † 2. Dezember 1881), die spätere Frau von Karl Marx
- Helena Laura Cecilia Charlotte Friderike (* 16. März 1817; † 3. April 1821)
- Gerhard Oscar Ludwig Edgar (* 26. März 1819; † 30. September 1890)

Ferdinand von Westphalen selbst war verheiratet mit Louise von Florencourt (* 1805; † 1861). Seine Kinder waren
- Ferdinand (* 14. November 1836; † 10. September 1906), genannt Nando, Regierungsassessor
- Louise Caroline Wilhelmine Francisca (* 16. Januar 1839; † 14. Januar 1928)
- Anna Elisabeth Charlotte Jenny (* 22. September 1841)[2]

## Leben
Seine Schulbildung erhielt er auf dem Gymnasium zu Salzwedel. Er studierte von 1816 bis 1819 an den Universitäten Halle, Göttingen und Berlin. Von 1826 bis 1830 war er Landrat des Kreises Bitburg, 1830 Regierungsrat bei der Erfurter Regierung und acht Jahre später Ober-Regierungsrat und Dirigent der Abteilung des Inneren der Regierung in Trier und 1843 Regierungs-Vizepräsident im Regierungsbezirk Liegnitz. 1844 wurde er Regierungs-Vizepräsident in Stettin und 1849 Regierungspräsident in Liegnitz.
Nach der deutschen Revolution 1848/1849 und dem überraschenden Tod von Friedrich Wilhelm von Brandenburg wurde Westphalen auf Vorschlag von Leopold von Gerlach von Friedrich Wilhelm IV. am 19. Dezember 1850 zum preußischen Innenminister und interimistisch auch Minister für die landwirtschaftlichen Angelegenheiten ernannt.
Der König lobte ihn bei der ersten Audienz als „so vortrefflich, wie er es gar nicht erwartet hätte“. Ferdinand von Westphalen setzte die 1848 aufgehobenen Provinzialstände zur einstweiligen Wahrnehmung der Befugnisse der Provinzialversammlungen wieder ein. Allen Angriffen, dass dies eine Verletzung der Verfassung sei, trat er mit einer Denkschrift vom 16. Januar 1852 und mündlich entgegen und erstickte jede weitere öffentliche Diskussion darüber. 
In der Folge entwickelte sich eine Gegnerschaft mit Otto Theodor von Manteuffel, dem Präsidenten des Staatsministeriums und Minister der auswärtigen Angelegenheiten, der sich den restaurativen Ideen Westphalens nur zögerlich anschloss. 
Nachdem Prinz Wilhelm von Preußen aufgrund der Erkrankung des Königs die Regentschaft übernommen hatte, bestand die Hoffnung auf eine „Neuen Ära“, einen nationalen und liberalen Politikwechsel. Er übertrug Karl Anton Fürst von Hohenzollern am 5. November 1858 „das Präsidium des Staats-Ministeriums“ und ernannte Eduard von Flottwell zum Innenminister. 
Seinem „wiederholten Antrage entsprechend“ war von Westphalen bereits mit allerhöchstem Erlass vom 7. Oktober 1858 „von der Leitung des Ministeriums des Innern, unter Belassung des Titels und Ranges eines Staatsministers und unter Bewilligung der gesetzlichen Pension“ entbunden.
Ferdinand von Westphalen starb 1876 im Alter von 77 Jahren in Berlin und wurde auf dem St.-Matthäus-Kirchhof in Schöneberg beigesetzt. Das Grab ist nicht erhalten geblieben.

## Urteile über Ferdinand von Westphalen
Oskar Meding vermerkte über ihn: „Persönlich hochehrenwerth, aber politisch völlig retrograde“.
Karl Marx nannte seinen späteren Schwager 1842 in einem Brief an Arnold Ruge (über Bruno Bauer) einen mustergültigen Aristokraten: „Wie ich hier von meinem künftigen Schwager, einem Aristokraten comme il faut, erfahre, ärgert man sich in Berlin am meisten über Bauers bonne foi.“
Hajo Holborn, ein Historiker mit Erfahrung in der Arbeit für das Office of Strategic Services, hielt Ferdinand von Westphalen für den Chefverschwörer der ganzen Kamarilla in der preußischen Regierung. Sein Spionagenetz habe Freunde und Feinde überwacht, sogar Prinz Wilhelm, den preußischen Thronerben, als dieser den Krimkrieg kritisierte.

## Werke
- Philipp von Westphalen: Geschichte der Feldzüge Herzog Ferdinands von Braunschweig-Lüneburg, hrsg. von Ferdinand von Westphalen. 6 Bände. Decker, Berlin 1859–1872 (Digitalisat: Band 1, Band 2, Band 3, Band 4, Band 5, Band 6)
- Westphalen, der Secretär des Herzogs Ferdinand von Braunschweig-Lüneburg. Decker, Berlin 1866 (Digitalisat)